# Bodzanów (Głuchołazy)
Bodzanów (deutsch Langendorf, 1945–1947 Dłużnica) ist eine Ortschaft der Landgemeinde Głuchołazy (Ziegenhals) in Polen. Sie liegt im Powiat Nyski (Kreis Neisse) in der Woiwodschaft Oppeln.

## Geographie

### Geographische Lage
Das Straßendorf Bodzanów liegt im Südwesten der historischen Region Oberschlesien. Der Ort liegt etwa zwei Kilometer nördlich des Gemeindesitzes Głuchołazy (Ziegenhals), etwa 19 Kilometer südlich der Kreisstadt Nysa und etwa 67 Kilometer südwestlich der Woiwodschaftshauptstadt Opole. Ca. zwei Kilometer südwestlich des Dorfes verläuft die Grenze zu Tschechien.
Der Ort liegt in der Nizina Śląska  (Schlesische Tiefebene) innerhalb der Płaskowyż Głubczycki (Leobschützer Lößhügelland). Bodzanów liegt an einem Nebenarm der Biała Głuchołaska (Ziegenhalser Biele). Östlich des Dorfes verlaufen die Bahnstrecke Katowice–Legnica sowie die Woiwodschaftsstraße Droga wojewódzka 411.

### Ortsteile
Ortsteile von Bodzanów sind Dłużnica (Waldhof) und Rudawa (Rothfest).

### Nachbarorte
Nachbarorte von Bodzanów sind im Norden Wilamowice Nyskie (Winsdorf), im Südosten Nowy Świętów (Deutsch Wette) sowie im Süden der Gemeindesitz Głuchołazy (Ziegenhals).

## Geschichte

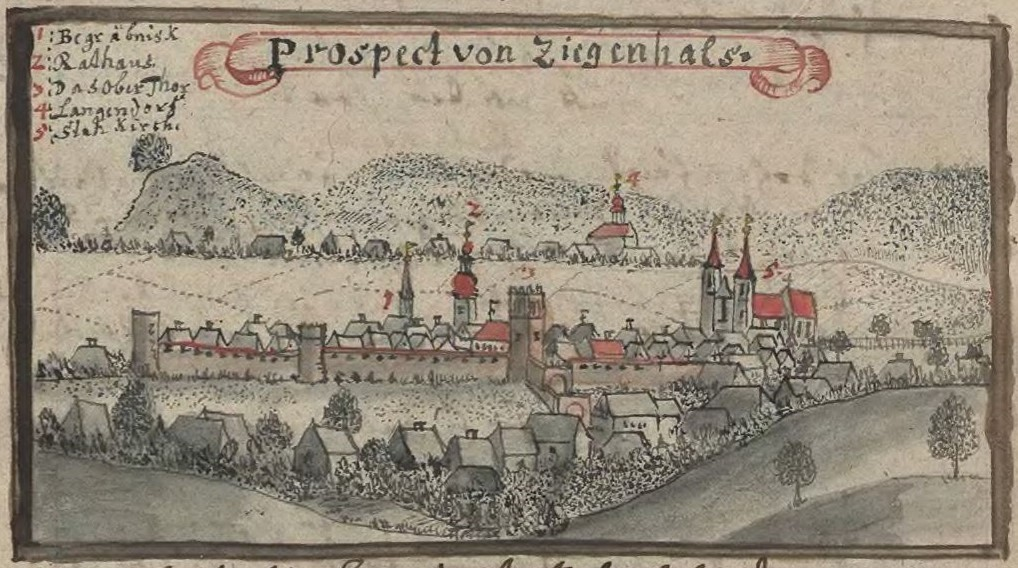
Panorama von Ziegenhals mit Langendorf im Hintergrund – Zeichnung aus der Mitte des 18. Jahrhunderts

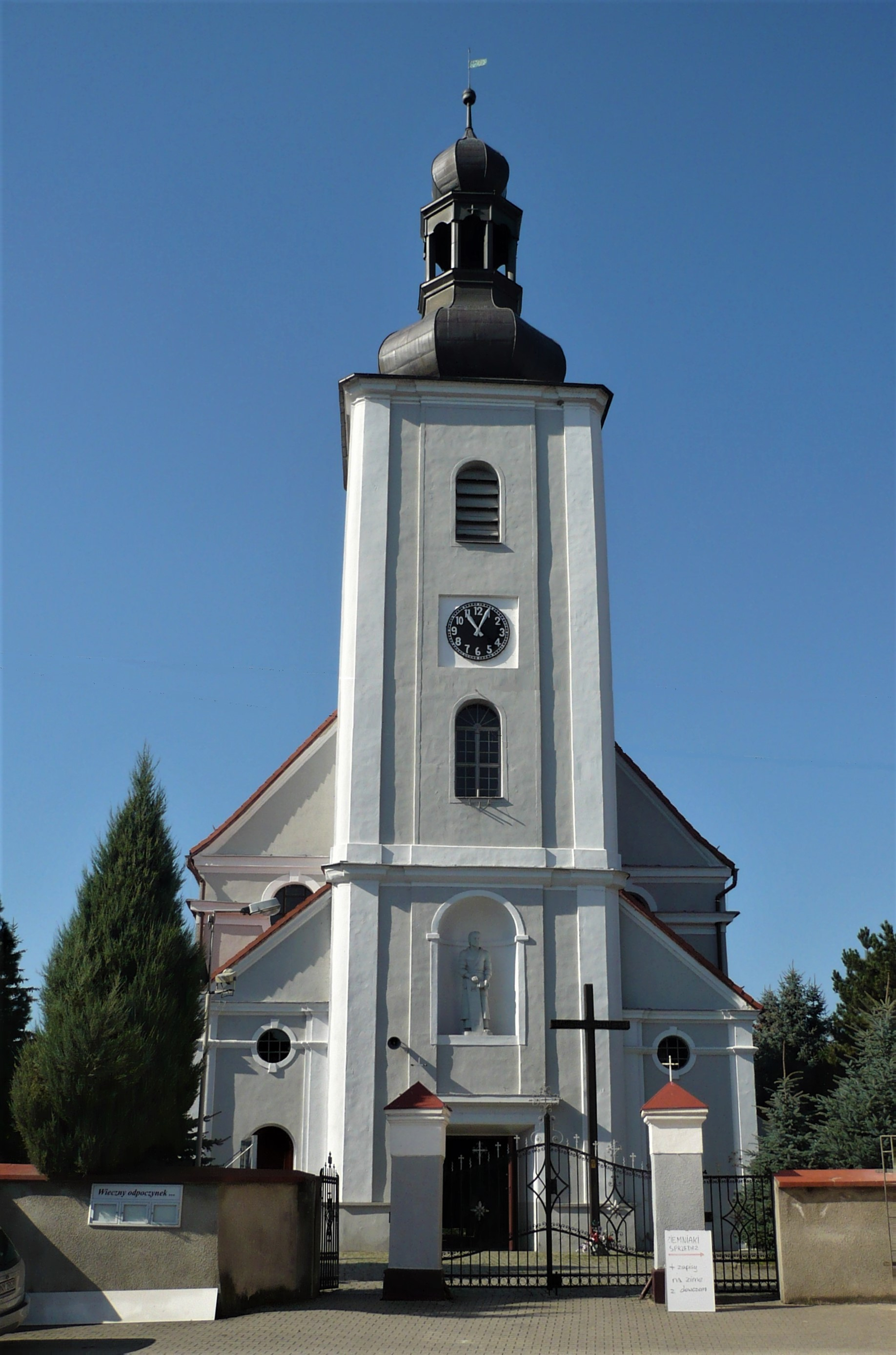
Pfarrkirche St. Josef

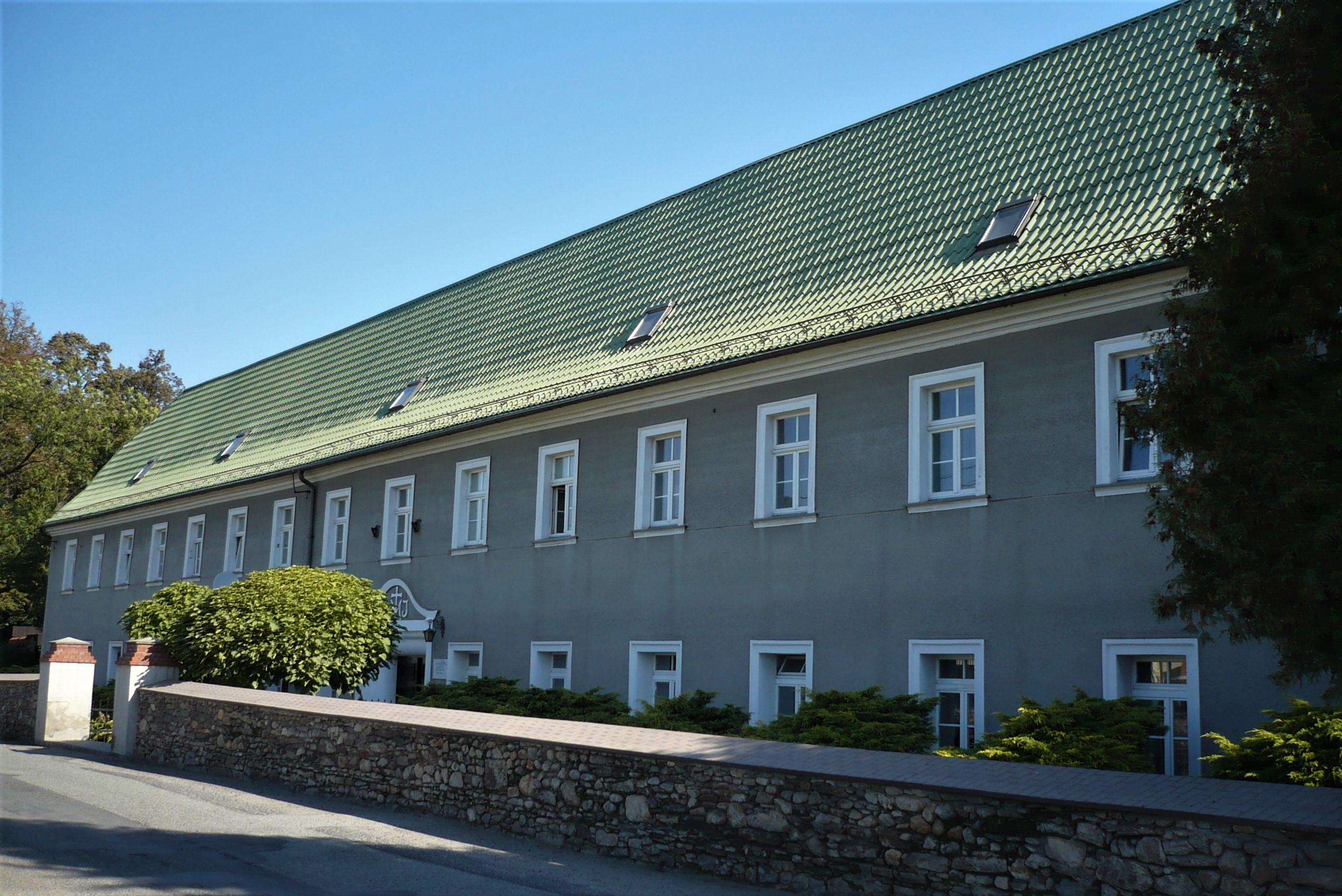
Jesuitenkloster

Der Ort wurde 1263 erstmals als Longa Villa erwähnt. In dem Werk  Liber fundationis episcopatus Vratislaviensis aus den Jahren 1295–1305 wird der Ort ebenfalls als Longa Villa erwähnt. Für das Jahr 1310 ist eine Scholtisei im Ort belegt. Hierzu gehörte eine Schenke sowie vier Mühlen. 1368 erfolgte eine Erwähnung des Dorfes als Langedorf. 1383 gehörte die Scholtisei dem Ziegenhalser Bürger Henselin Schepka. 1425 wird der Ort als Langendorf erwähnt.
Nach dem Ersten Schlesischen Krieg 1742 fiel Langendorf mit dem größten Teil Schlesiens an Preußen. 1787 zählten Langendorf 97 Bauern, 229 Stellen und 1580 Einwohner.
Nach der Neuorganisation der Provinz Schlesien gehörte die Landgemeinde Langendorf ab 1816 zum Landkreis Neisse im Regierungsbezirk Oppeln. 1828 brannte das Schulhaus im Ort nieder und wurde kurz darauf wieder aufgebaut. 1845 bestanden im Dorf zwei Vorwerke, eine katholische Kirche, eine katholische Schule und 327 weitere Häuser. Im gleichen Jahr lebten in Langendorf 1968 Menschen, davon einer evangelisch. 1855 lebten 2028 Menschen im Ort. 1865 bestanden im Ort 101 Bauer-, 52 Gärtner- und 46 Häuslerstellen sowie zwei Sägewerke, eine Papiermacherei
und vier Wassermühlen. 1874 wurde der Amtsbezirk Langendorf gegründet, welcher aus den Landgemeinden Langendorf und dem Gutsbezirk Langendorf bestand. Erster Amtsvorsteher war der Landschaftsdirektor von Maubeuge. 1885 zählte Langendorf 1976 Einwohner. 1894 erhielt das Dorf einen Anschluss an die Oberschlesische Eisenbahn an der Bahnstrecke Nowy Świetów–Sławniowice Nyskie.
1933 lebten in Langendorf 2093 sowie 1939 2221 Menschen. Bis 1945 befand sich der Ort im Landkreis Neisse.
1945 kam der Ort unter polnische Verwaltung und wurde zunächst in Dłużnica  umbenannt. 1947 wurde der Ortsname in Bodzanów geändert. 1950 kam Bodzanów zur Woiwodschaft Oppeln. 1999 kam der Ort zum wiedergegründeten Powiat Nyski.

## Sehenswürdigkeiten
- Die römisch-katholische St.-Josefs-Kirche (poln. Kościół św. Józefa) wurde zwischen 1692 und 1708 im barocken Stil erbaut.[10] Das Kirchengebäude steht seit 1950 unter Denkmalschutz.[11]
- Direkt angrenzend an die Kirche liegt der im 16. Jahrhundert angelegte Dorffriedhof.[11]
- Jesuitenkloster mit Klostergarten  – im 18. Jahrhundert errichtet
- Mühlengebäude aus der zweiten Hälfte des 19. Jahrhunderts
- Steinerne Wegekapelle aus dem 19. Jahrhundert
- Steinernes Wegekreuz

## Söhne und Töchter des Dorfes
- Adalbert Beck (1863–1946), deutscher Politiker (Zentrum)
- Paul Peikert (1884–1949) – Priester des Erzbistums Breslau
- Karl Hoheisel (1937–2011), Religionswissenschaftler